# بوتیمار سیاه
بوتیمار سیاه (نام علمی: Ixobrychus flavicollis) نام یک گونه از سرده غمخورک‌ها است.